# 1651 az irodalomban
Az 1651. év az irodalomban.

## Új művek

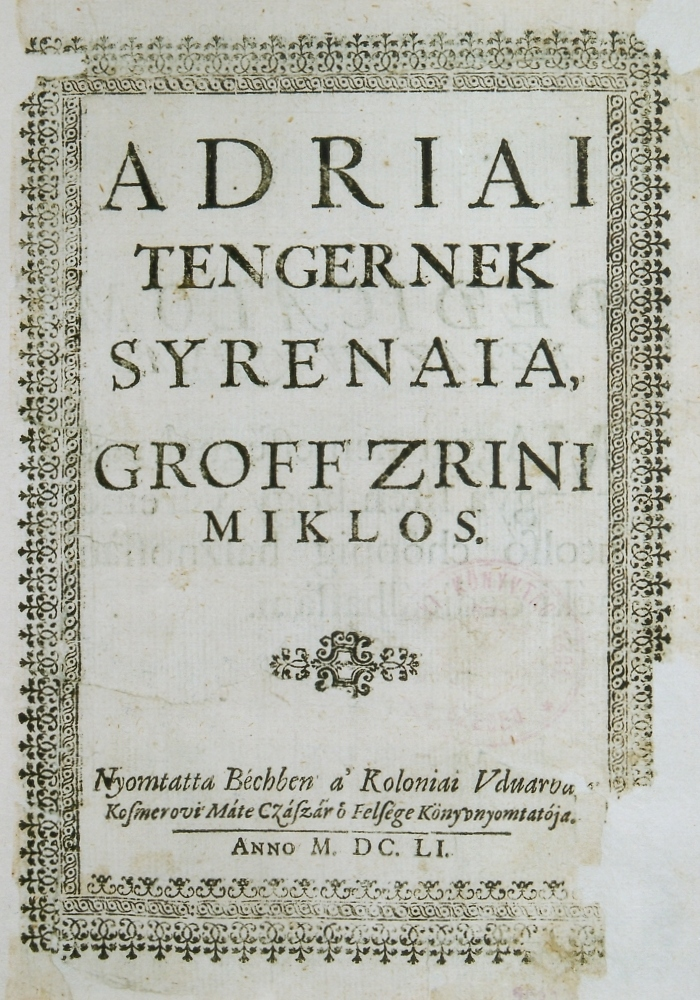
Az Adriai tengernek Syrenája címlapja

- Zrínyi Miklós: Adriai tengernek Syrenája gróf Zrínyi Miklós című kötete, barokk lírai verseinek gyűjteménye.

Ebben a kötetben jelent meg nagy eposza is, a Szigeti veszedelem, eredeti címén Obsidio Szigetiana.
- Baltasar Gracián filozófiai műve: El criticón (A kritikus) (első rész).
- Paul Scarron vándorszínészekről szóló regénye: Roman comique (első rész).
- Calderón drámája: A zalameai bíró (El alcalde de Zalamea).
- Thomas Hobbes Leviathan című értekezése.

## Születések
- augusztus 6. – François Fénelon francia katolikus érsek, teológus, költő és író († 1715)
- november 12. – Juana Inés de la Cruz mexikói költő († 1695)